# Бердов, Борис Александрович
Бори́с Алекса́ндрович Бе́рдов (26 ноября 1935, Рыбинск — 30 декабря 2019, Обнинск) — советский и российский учёный, хирург-онколог, доктор медицинских наук (1971), профессор (1981). Лауреат Премия Правительства Российской Федерации в области науки и техники (1998). Заслуженный деятель науки Российской Федерации (1996).

## Биография
Родился 26 ноября 1935 года в городе Рыбинске Ярославской области.
С 1960 года после окончания с отличием Ярославского государственного медицинского института
и клинической ординатуры ИМР АМН СССР которую проходил на базе Института хирургии им. А. В. Вишневского работал младшим научным сотрудником ИМР АМН СССР.
В 1964 году  Б. А. Бердов защитил кандидатскую диссертацию на тему: «Функции органов пищеварения в отдаленные сроки после гастрэктомии и резекции желудка с еюнопластикой». В 1971 году научные исследования по разработке новых методик диагностики, хирургического и консервативного лечения больных с заболеваниями оперированного желудка были положены в основу докторской диссертации на тему: «демпинг-синдром (клиника, патогенез, лечение и профилактика)». В 1981 году ему было присвоено ученое звание профессор по специальности «онкология».
С 1971 года был назначен заведующим отделом лучевых и хирургических методов лечения заболеваний абдоминальной области и одновременно с 1974 по 2018 годы —  заместитель директора по научной работе ИМР АМН СССР—МРНЦ РАМН. Профессор Б. А. Бердов автор более 500 научных публикаций, посвященных актуальным проблемам диагностической и терапевтической радиологии, клинической онкологии, комбинированного лечения опухолей желудочно-кишечного тракта. Им создана научная школа в области онкохирургии, подготовлена достойная смена, под его руководством защищены 30 кандидатских и 7 докторских диссертаций.
Помимо основной деятельности Б. А. Бердов был членом Президиума Правления Всероссийского общества онкологов и членом редколлегии журналов «Онкология. Журнал им. П. А. Герцена» и «Радиация и риск».
Умер 30 декабря 2019 года в Обнинске.

## Награды

### Ордена
- Орден Дружбы (2002 — «за заслуги перед государством и успехи в плодотворной научной и лечебной работе»)

### Премии
- Премия Правительства Российской Федерации в области науки и техники (1998)

### Звания
- Заслуженный деятель науки Российской Федерации (1996)